# Echinapoderus horridus
Echinapoderus horridus es una especie de coleóptero de la familia Attelabidae.

## Distribución geográfica
Habita en Malaui, Tanzania y Sudáfrica.